# Estação Ferroviária Alexandre Bittencourt
Estação Ferroviária Alexandre Bittencourt é uma estação férrea fundada no ano de 1880, localizada no município de Nazaré, no interior do estado da Bahia. Foi construída com o intuito de integrar as cidades do recôncavo baiano e melhorar a logística da região baiana.

## História
Ao final do século XVIII e início do século XIX, o município de Nazaré apresentava uma tendência de crescimento e desenvolvimento econômico ganhando destaque nessa região da Bahia. Percebendo o nítido crescimento do município autoridades locais do estado como o Presidente da província da Bahia, Francisco Gonçalves Martins, em 1849, já esboçava a vontade de possuir uma linha férrea no local visando melhorar a logística da região e a integração do interior da Bahia com a capital de Salvador, já mais moderna que o restante do estado. Os bons resultados da agronomia dos municípios vizinhos a Nazaré como Santo Antônio de Jesus, Amargosa, São Miguel e Areia, influenciavam na balança comercial de Nazaré e aumentavam a necessidade de maior integração férrea no estado.
Em 1871, já esboçava-se o crescimento da linha férrea na região com a fundação da Tram Road de Nazareth, conhecida como Estrada de Ferro de Nazaré, fundada por Alexandre Bittencourt e João Luiz Pires Lopes, que vinculava a Câmara Municipal da cidade com a linha férrea garantindo o uso fruto da linha férrea aos representantes municipais. Na década seguinte, 1880, marcou-se a inauguração da Estação de Santo Antônio de Jesus, no quilometro 34, onde a estrada fica dividida em quatro secções: de Nazaré a Onha, de Onha a Taitinga ao Mutum a Santo Antônio de Jesus. Essa linha permitiu maior integralização com o interior do estado.
Com o declínio da ferrovia no Brasil, após políticas públicas visando atender ao setor automobilístico detrimento do setor ferroviário como no governo de Juscelino Kubitschek (PSD), a estação foi abandonada no ano de 1971. Após o abandono do prédio, desde o ano de 1985, opera na estação o Centro Cultural e Artesanal de Nazaré, tendo sido adaptado pare receber o espaço.

## Tombamento
Dada sua importância para a indústria ferroviária baiana e a integralização do estado no século XIX, no ano de 1989, o prédio da estação passou pelo processo de tombamento histórico junto ao Instituto do Patrimônio Artístico e Cultural da Bahia (IPAC), órgão estadual da Bahia que visa preservar e garantir a memória do estado da Bahia.

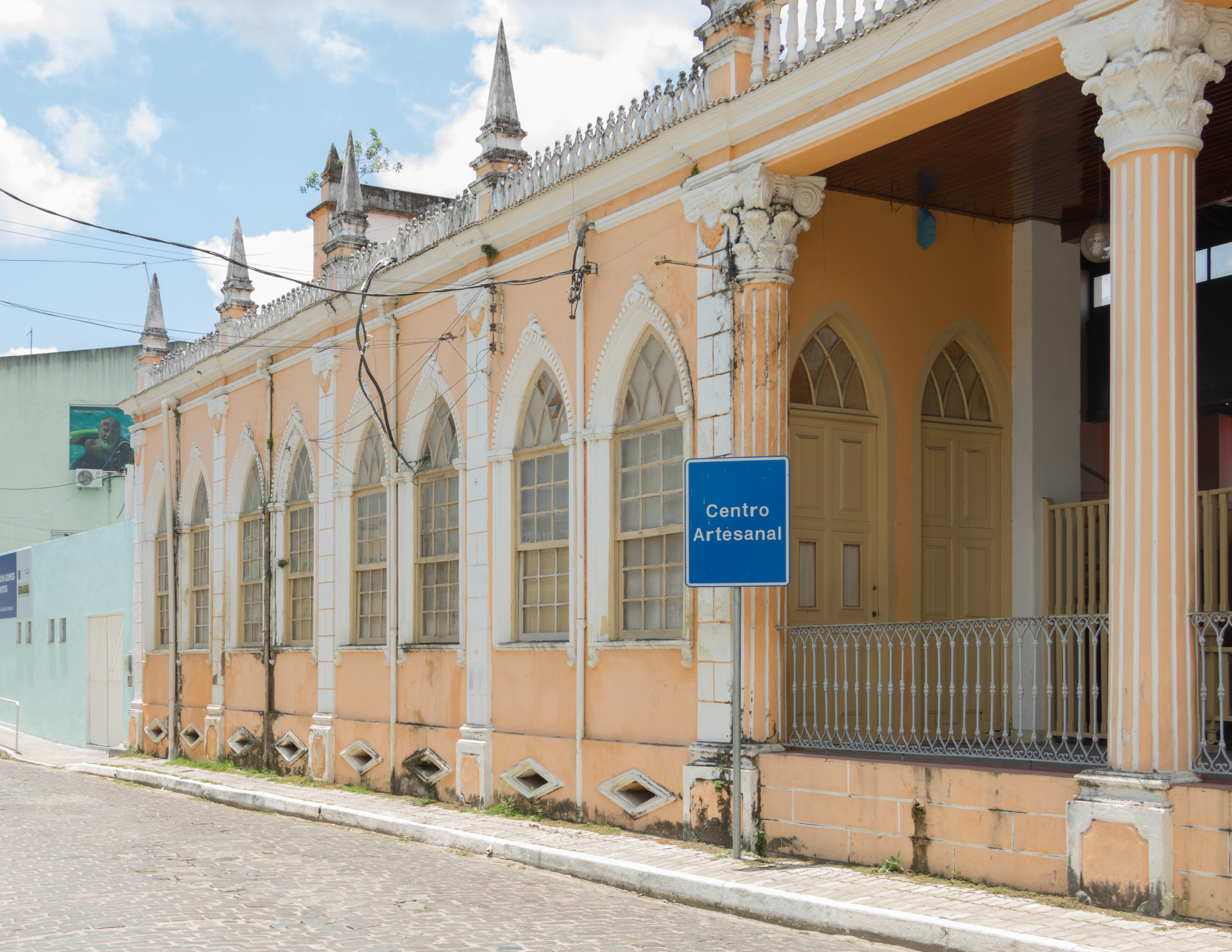
Placa do Centro Cultural da cidade que funciona atualmente na estação.

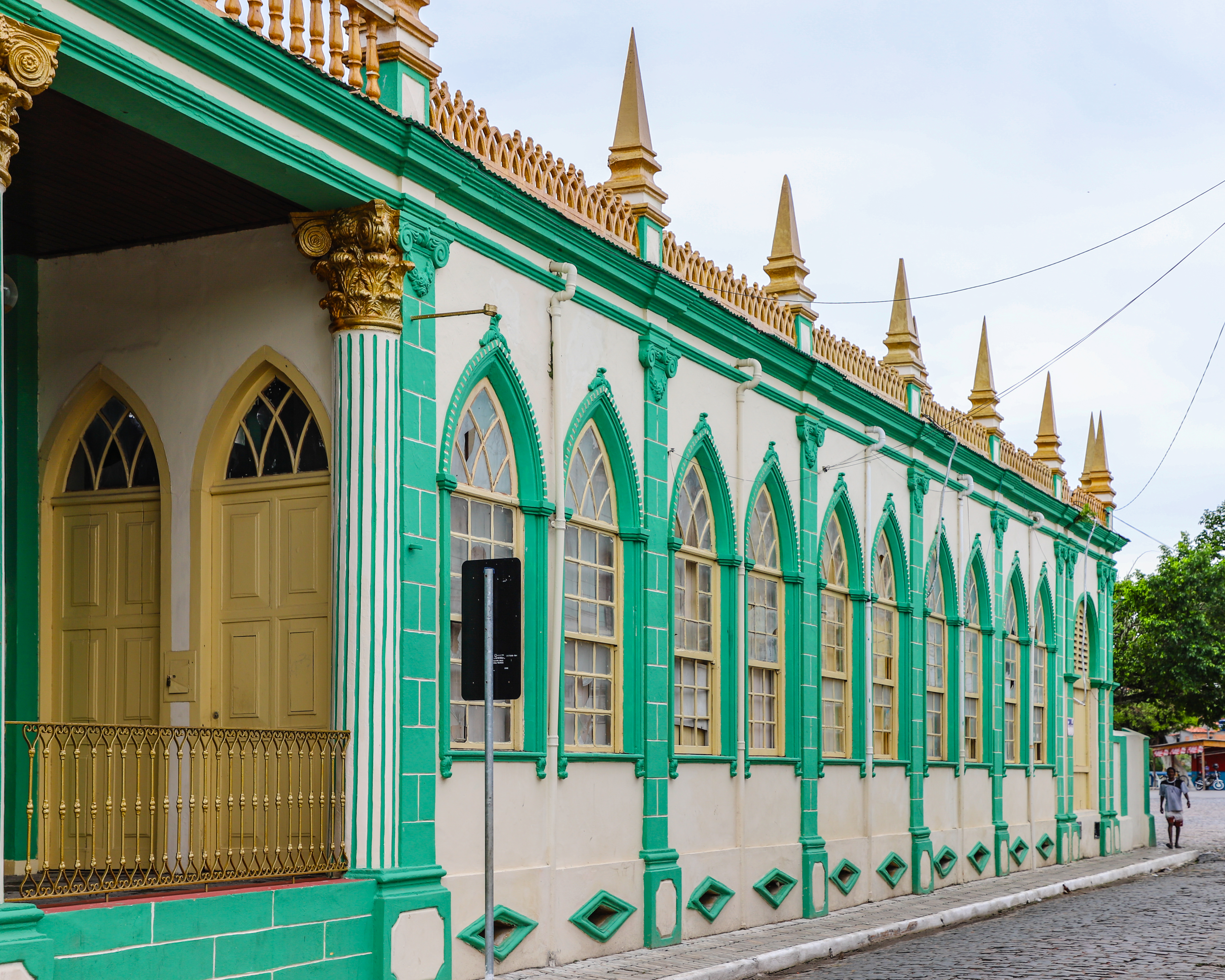
Detalhes da Estação.